# 西內格羅省
西内格罗省，又称西黑人島，是菲律宾西米沙鄢的省份之一，首府为巴科洛德（描戈律），位于内格罗斯岛西北部，东南部与东内格罗斯省接壤，西内格罗省的食糖产量占全国的一半以上。